# Вођинци
Вођинци су место и општина у Републици Хрватској у Вуковарско-сремској жупанији.

## Географија
Вођинци се налазе 15 километара ваздушном линијом западно од града Винковаца.

## Историја
Вођинци се први пут спомињу у исправи краља Жигмунда Луксембуршког (1387—1437) од 3. јануара 1395. године, којом он дарује бројне бивше поседе неверне браће Хорват-Банча великашкој породици Горјански.

## Становништво
На попису становништва 2011. године, општина, односно насељено место Вођинци је имала 1.966 становника.

## Попис1991.
На попису становништва 1991. године, насељено место Вођинци је имало 2.099 становника, следећег националног састава:
| Попис 1991.‍   | Попис 1991.‍  | Попис 1991.‍ | Попис 1991.‍ | Попис 1991.‍ |
| ------------- | ------------ | ----------- | ----------- | ----------- |
|               |              |             |             |             |
| Хрвати        | Хрвати       |             | 2.048       | 97,57%      |
| Срби          | Срби         |             | 6           | 0,28%       |
| Македонци     | Македонци    |             | 2           | 0,09%       |
| Мађари        | Мађари       |             | 1           | 0,04%       |
| Црногорци     | Црногорци    |             | 1           | 0,04%       |
| остали        | остали       |             | 2           | 0,09%       |
| неопредељени  | неопредељени |             | 3           | 0,14%       |
| непознато     | непознато    |             | 36          | 1,71%       |
| укупно: 2.099 |              |             |             |             |

## Управа
Вођинци су раније били административно и територијално укључени у тадашњу општину Винковци. Након што је Хрватски сабор 1992. године донео одлуку о формирању нових територијалних јединица (жупанија), Вођинци су укључени у састав Вуковарско-сријемске жупаније, општина Стари Микановци. Године 1996. Вођинци постају самостална општина.
Општински начелник је Фрањо Јапељ.

## Спорт
ФК Младост Вођинци, 2008/09. г наступа у Другој жупанијској лиги (Вуковарско-сријемске жупаније).